# ProB
La ProB rappresenta il terzo livello del campionato tedesco di pallacanestro. Fa parte della 2. Basketball-Bundesliga, la quale è divisa in ProA (secondo livello) e ProB.

## Storia
La ProB è gerarchicamente inferiore alla ProA. È stata fondata nel 2007, in seguito alla scissione della 2. Basketball-Bundesliga in ProA e ProB. È suddivisa in due gironi (Nord e Süd).

## Albo d'oro
- 2007-2008  Wohnbau Essen
- 2008-2009  Crailsheim Merlins
- 2009-2010  Dragons Rhöndorf
- 2010-2011  Erdgas Ehingen
- 2011-2012  Gotha
- 2012-2013  Bayer Leverkusen
- 2013-2014  Oldenburger TB
- 2014-2015  Oldenburger TB
- 2015-2016  Erdgas Ehingen
- 2016-2017  Weißenhorn
- 2017-2018  Elchingen
- 2018-2019  Bayer Leverkusen
- 2019-2020  Itzehoe Eagles
- 2020-2021  Itzehoe Eagles
- 2021-2022  Dresden Titans
- 2022-2023  Lützel Coblenza
- 2023-2024  Dragons Rhöndorf